# Waterpolo als Jocs Olímpics d'estiu de 2012
Als Jocs Olímpics d'Estiu de 2012, realitzats a la ciutat de Londres (Anglaterra, Regne Unit), es disputaren dues proves de waterpolo, les mateixes que en l'edició anterior, una de masculina i una altra de femenina.
Les proves es realitzaren entre els dies 29 de juliol i 12 d'agost a les instal·lacions del Water Polo Arena.

## Comitès participants
Participaran un total 14 comitès nacionals diferents:
| Categoria masculina - Austràlia - Croàcia - Espanya - Estats Units - Grècia - Hongria - Itàlia - Kazakhstan - Montenegro - Regne Unit - Romania - Sèrbia | Categoria femenina - Austràlia - Espanya - Estats Units - Hongria - Itàlia - Regne Unit - Rússia - Xina |

## Resultats
| Prova         | Or | Plata | Bronze |
| Homes detalls | CroàciaJosip Pavić · Damir Burić · Miho Bošković · Nikša Dobud · Maro Joković · Petar Muslim · Ivan Buljubašić · Andro Bušlje · Sandro Sukno · Samir Barač · Igor Hinić · Paulo Obradović · Frano Vićan                                 | ItàliaStefano Tempesti · Amaurys Pérez · Niccolò Gitto · Pietro Figlioli · Alex Giorgetti · Maurizio Felugo · Massimo Giacoppo · Valentino Gallo · Christian Presciutti · Deni Fiorentini · Matteo Aicardi · Danijel Premuš · Giacomo Pastorino | SèrbiaSlobodan Soro · Aleksa Šaponjić · Živko Gocić · Vanja Udovičić · Dušan Mandić · Duško Pijetlović · Slobodan Nikić · Milan Aleksić · Nikola Rađen · Filip Filipović · Andrija Prlainović · Stefan Mitrović · Gojko Pijetlović   |
| Dones detalls | Estats UnitsElizabeth Armstrong · Heather Petri · Melissa Seidemann · Brenda Villa · Lauren Wenger · Maggie Steffens · Courtney Mathewson · Jessica Steffens · Elsie Windes · Kelly Rulon · Annika Dries · Kami Craig · Tumuaialii Anae | EspanyaLaura Ester · Marta Bach · Anna Espar · Roser Tarragó · Matilde Ortiz · Jennifer Pareja · Lorena Miranda · María del Pilar Peña · Andrea Blas · Ona Meseguer · María García Godoy · Laura López Ventosa · Ana Copado                     | AustràliaVictoria Brown · Gemma Beadsworth · Sophie Smith · Holly Lincoln-Smith · Jane Moran · Bronwen Knox · Rowena Webster · Kate Gynther · Glencora Ralph · Ashleigh Southern · Melissa Rippon · Nicola Zagame · Alicia McCormack |

## Medaller

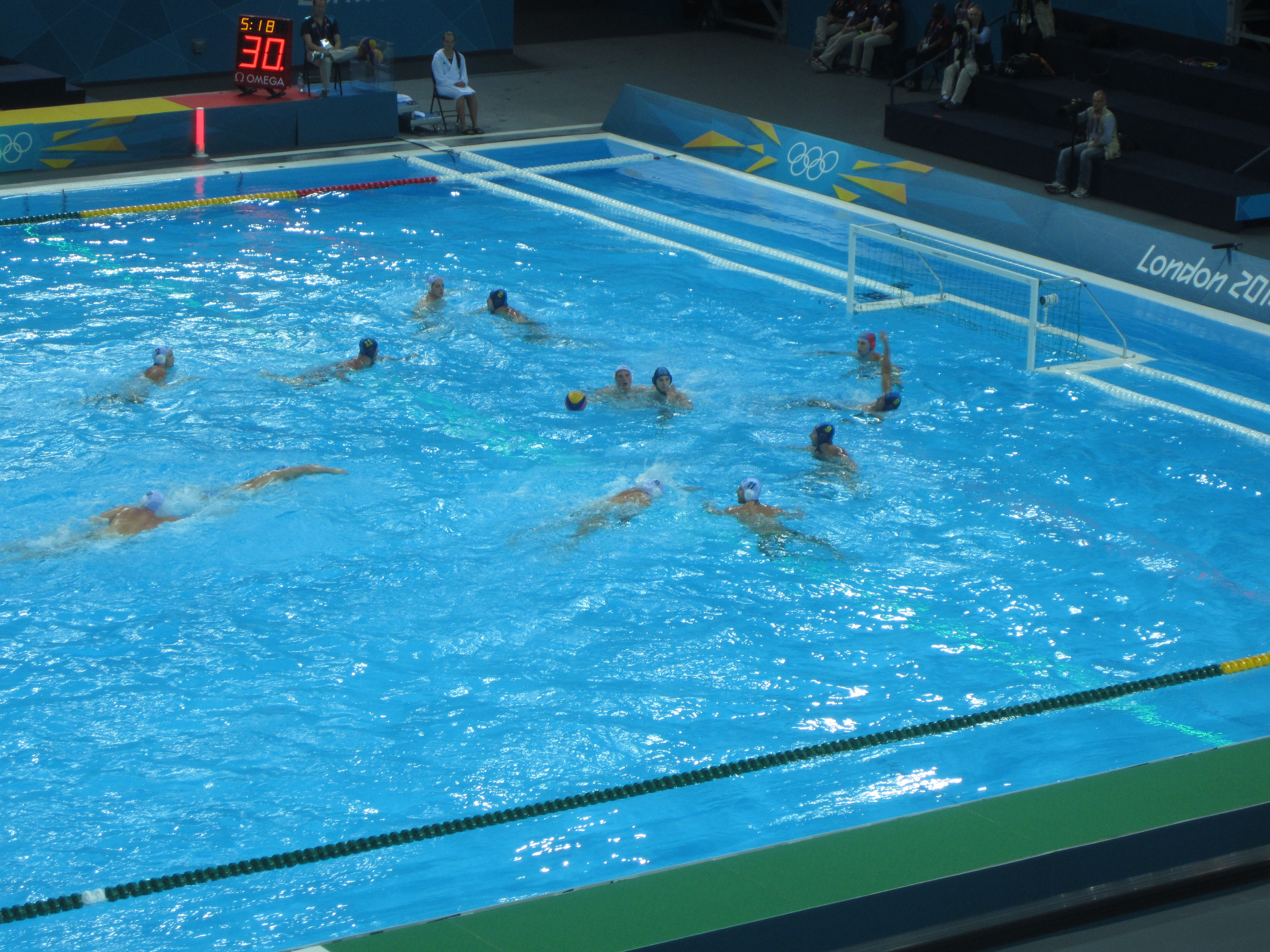
Imatge de la competició masculina.

| Pos.  | País         | Or | Plata | Bronze | Total |
| 1     | Croàcia      | 1  | 0     | 0      | 1     |
| 1     | Estats Units | 1  | 0     | 0      | 1     |
| 3     | Espanya      | 0  | 1     | 0      | 1     |
| 3     | Itàlia       | 0  | 1     | 0      | 1     |
| 5     | Austràlia    | 0  | 0     | 1      | 1     |
| 5     | Sèrbia       | 0  | 0     | 1      | 1     |
| Total | Total        | 2  | 2     | 2      | 6     |